# Aydıncık (district, Yozgat)
Aydıncık is een Turks district in de provincie Yozgat en telt 12.618 inwoners (2007). Het district heeft een oppervlakte van 373,8 km². Hoofdplaats is Aydıncık.
De bevolkingsontwikkeling van het district is weergegeven in onderstaande tabel.
| 1997   | 2000   | 2007   |
| ------ | ------ | ------ |
| 22.542 | 25.955 | 12.618 |